# تأمیر پاردو
تأمیر پاردو (عبری: תמיר פרדו؛ زادهٔ ۱۹۵۳) سیاست‌مدار اهل اسرائیل است.
وی در ۲۹ نوامبر ۲۰۱۰ توسط بنیامین نتانیاهو نخست وزیر وقت اسرائیل به سمت یازدهمین رئیس سازمان اطلاعات و وظایف ویژه (موساد) منصوب گشت و در اول ژانویه ۲۰۱۱ ریاست این سازمان را بر عهده گرفت و تا پنجم ژانویه ۲۰۱۶ عهده‌دار این سمت بود.